# Sycco
Sasha McLeod (nacida el 26 de agosto de 2001), conocida profesionalmente como Sycco, es una cantautora y productora aborigen australiana de Brisbane. Fue nominada a Artista del año de Triple J Unearthed en 2020, después de haber lanzado los sencillos pop «Nicotine» y «Dribble» en el mismo año.

## Inicios
Sasha creció en Brisbane, Queensland. Ella confirmó durante una actuación en Melbourne que tiene un Virgo Sun, Sagittarius Moon y Capricorn Rising. También ha desarrollado un interés por las panaderías. 

## Carrera
El padre de Sasha le enseñó a tocar la guitarra cuando tenía siete años. Comenzó a hacer música desde muy temprana edad, habiendo creado un álbum a los 15 años, y adoptó el nombre del artista Sycco como referencia a la psicodelia.
El sencillo debut de Sasha, «Starboard Square», se lanzó en agosto de 2018. También lanzó «Tamed Grief» y «Peacemaker» en el 2019. En 2020, Sycco lanzó los sencillos «Nicotine» y «Dribble», lo que la llevó a ser nominada a Triple J Unearthed Artista del año en los Premios J Awards de 2020
Sasha ha actuado en el St Jerome's Laneway Festival, y teloneó Vera Blue, Spacey Jane y Glass Animals en la gira. Ella también hizo un cover de Tame Impala y Pnau para Like a Version.
En marzo de 2022, Sycco lanzó «Superstar». Sobre la canción, Sycco dijo: «Estoy muy orgulloso de esta canción... la letra es obviamente satírica: solía trabajar en una tienda de comestibles y era divertido imaginar un futuro brillante en el que yo tuviera una rabieta allí».
En septiembre de 2022, Sycco lanzó «Ripple». En un comunicado de prensa, Sycco dijo que la canción fue «realmente divertida» de hacer y «se hizo súper rápido». Sycco dijo que Flume y Chrome Sparks «hicieron un gran trabajo en la producción», desarrollando lo que ella describe como «un hermoso entorno de sintetizadores y baterías que evocan una agradable sensación de tranquilidad».  pero también molestias en algunos puntos".

## Discografía

### Extended plays
| Título           | Detalles del EP                                                                                           |
| ---------------- | --- |
| Sycco's First EP | - Lanzamiento: 30 de julio de 2021 - Discográfica: Future Classic - Formatos: Descarga digital, streaming |

### Sencillos

#### Como artista principal
| Título                               | Año  | Posicionamiento en listas | Álbum               |
| Título                               | Año  | NZ Hot                    | Álbum               |
| ------------------------------------ | ---- | ------------------------- | ------------------- |
| «Starboard Square»                   | 2018 | —                         | Sencillos sin álbum |
| «Tamed Grief»                        | 2019 | —                         | Sencillos sin álbum |
| «Peacemaker»                         | 2019 | —                         | Sencillos sin álbum |
| «Nicotine»                           | 2020 | —                         | Sencillos sin álbum |
| «Dribble»                            | 2020 | —                         | Sycco's First EP    |
| «Germs»                              | 2020 | —                         | Sycco's First EP    |
| «My Ways»                            | 2021 | 26                        | Sycco's First EP    |
| «Time's Up»                          | 2021 | —                         | Sycco's First EP    |
| «Past Life»                          | 2021 | —                         | Sycco's First EP    |
| «Weakness» (con Alice Ivy)           | 2021 | —                         | TBA                 |
| «Superstar»                          | 2022 | —                         | TBA                 |
| «Jinx»                               | 2022 | —                         | TBA                 |
| «Ripple» (con Flume y Chrome Sparks) | 2022 | 37                        | TBA                 |
| «I'd Love to Tell You»               | 2024 | —                         | TBA                 |
| «Swarm»                              | 2024 | —                         | TBA                 |

#### Como colaboración
| Título                                             | Año  | Álbum |
| -------------------------------------------------- | ---- | ----- |
| «Love Affairs» (DJ Picolo con AJ Mitchell y Sycco) | 2021 |       |

### Sencillos promocionales
| Título                              | Año  | Álbum               |
| ----------------------------------- | ---- | ------------------- |
| «Embrace» (Triple J Like a Version) | 2020 | Sencillos sin álbum |
| «Dribble» (Live for Like a Version) | 2021 | Sencillos sin álbum |